# Sassinora
La Sassinora è un torrente di 7 km di lunghezza delle province di Campobasso e di Benevento, affluente del fiume Tammaro.

## Descrizione
Nasce nelle località "Tre Fontane" e "Sorienzole" fra le montagne del Matese, nel territorio di Sepino in Molise.
Dopo un corso di circa 7 km si immette nel  Tammaro presso la località "Ponte stretto", a sud del paese di Sassinoro, in Campania. Presso la confluenza si trovavano i mulini detti delle Capoane, di cui rimane ancora qualche resto. Secondo alcune interpretazioni erudite, ma prive di fondamento,  Il nome deriva dalla locuzione latina saxi in orae ("sassi sulla riva"), a causa della natura sassosa della zona delle sorgenti.. Appare evidente che il nome del torrente è strettamente collegato al territorio del paese che gli sorge accanto, Sassinoro, toponimo derivante dalla proposizione "Curtis Saxonorum"